# HTV-1
HTV-1, també conegut com el Vol de Demostració HTV i Vehicle de Demostració Tècnica, és el primer vehicle japonès de transferència H-II, i que fos llançat al setembre de 2009 per abastir l'Estació Espacial Internacional. Es tracta d'una nau de càrrega no tripulada, que transporta una barreja de càrrega pressuritzada i no pressuritzada a l'estació espacial.
El seu paper és molt important per al projecte de l'EEI, que l'any 2010 podria deixar de comptar amb els serveis de la flota de transbordadors dels Estats Units.
Aquesta serà la primera vegada que el braç robòtic de l'Estació Espacial captura un objecte tan gran en trajectòria de vol.
El HTV reingressar a l'atmosfera al final de la missió i es desintegrarà carregat amb les deixalles de l'Estació Espacial.

## Càrrega
El HTV-1 transporta quatre tones i mitja de càrrega, encara que té una capacitat de sis tones. D'aquesta manera, s'ha permès a la nau més espai per a combustible i bateries per a la fase de verificació orbital del vol.
A la secció no pressuritzada, el HTV-1 transporta el dispositiu SMILES (Superconducting Submillimetre-Wave Limb Emission Sounder) i HREP (HICO-RAIDS Experiment Payload), els de programes inclosos en el Mòdul Experimental Japonès JEM de l'Estació Espacial Internacional. La secció pressuritzada portarà 6/3 tones de material per a l'Estació.
Aquest consisteix en aliments (33% del pes), material per a experiments de laboratori (20%), un braç robot i parts per al JEM (18%), implements per a la tripulació, com articles de bany, correu, fotografies, llums flurescentes i dispensadors de deixalles (10%), i material d'embalatge (19%).